# Battle Engine Aquila
Battle Engine Aquila è un videogioco d'azione in 3D uscito nel 2003, per Xbox, Windows e PlayStation 2, in cui si controlla un mecha trasformabile.

## Trama
La storia vede il giocatore nei panni di Hawk: inizialmente un semplice operaio con la passione per le corse, poi reclutato, per via del suo talento, da una sviluppatrice delle forze militari Forseti, Tatiana Kiralova, per metterlo ai comandi della sua "creatura": il Battle Engine Aquila. Ed ecco che viene schierato a favore dei Forseti, per aiutarli nella loro guerra contro i Muspell. Inizialmente Hawk non sarà entusiasta di questo compito ed esprimerà più di una volta il proprio dissenso, ma con l'avanzare della trama prenderà a cuore i suoi compagni di armi ed il popolo Forseti, arrivando anche al punto di disobbedire a degli ordini, pur di salvare dei compagni.

## Modalità di gioco
La visuale è in prima persona dall'interno del mech. Al centro dell'HUD non c'è un semplice mirino, ma un cerchio in cui inquadrare l'unità nemica. In pratica, basta tenere inquadrato il nemico dentro al cerchio, e le armi a puntamento automatico (come i mitra) provvederanno autonomamente a sparare sul nemico.
Alcune armi invece, come il cannone a impulsi, non hanno un sistema di mira automatica e bisogna capire da sé la traiettoria giusta per sparare ai nemici. Si tratta comunque di un'arma lenta e poco adatta contro mezzi veloci come i caccia nemici, mentre è molto utile per bombardare le unità più lente, come i carri armati ed i trasporti, o fisse, come le torrette.
Il mezzo può trasformarsi in qualsiasi momento, in un istante, da mech a velivolo, quindi un pilota abile può facilmente togliersi da situazioni difficili. Il mech ha un'energia che viene usata sia per gli scudi difensivi che per volare; quando si è in volo gli scudi saranno ugualmente attivi, ma si consumeranno a poco a poco, per permettere il funzionamento del motore, a seconda della velocità. L'unico modo per rigenerarli è tornare in configurazione mecha e toccare terra. L'energia vitale del mech invece non viene ricaricata automaticamente ma bisogna andare a dei centri di riparazione appositi.
I livelli sono solitamente divisi in due "classi": normale ed EVO, la stessa versione del livello ma più difficile, e sbloccabile solo ottenendo un certo obiettivo nella missione normale, che può essere la salvezza di almeno il 50% delle unità amiche, la distruzione totale di quelle nemiche, completare un obiettivo secondario, ecc.
Il gioco inizia con una sessione d'allenamento per comprendere i vari comandi e funzioni del mech, come le armi, il movimento e, appunto, l'elemento caratterizzante del mezzo: la possibilità di trasformarsi.

### Mezzi d'assalto
All'inizio si userà il modello MA:A 00-Prototipo, ma sarà solo per alcune missioni, le prime. È il modello base, dotato di cannone a impulsi e cannone vulcan per la modalità terrestre, solo cannone vulcan per la modalità volante. Dopo di questa entrerà in gioco il modello MA:A 01-Pulsar, leggermente più forte e con due armi in più del Prototipo: la granata per la modalità terrestre e il micromissile per la modalità volante. Da questo momento in poi il Prototipo non sarà più utilizzabile.
Durante il secondo episodio si sbloccheranno altre due unità, il modello MA:A 02-Blazer e il modello MA:A 03-Lancer. Nel modello Blazer, il mitragliatore andrà a sostituire il cannone vulcan nella modalità terrestre e la bomba a grappolo il micromissile in quella volante. Il modello Lancer, il più forte, sostituisce la granata con il missile al plasma, simile al micromissile, in grado di puntare più unità terrestri e il laser al posto del cannone a impulsi, mentre mantiene il mitragliatore, nella modalità terrestre; in quella volante sostituisce la bomba a grappolo con il siluro, forte contro i carri armati e le torrette così come contro gli edifici.

## Accoglienza
| Testata                            | Versione | Giudizio |
| ---------------------------------- | -------- | -------- |
| Metacritic (media al 12-12-2023)   | PS2      | 73/100   |
| Metacritic (media al 12-12-2023)   | Xbox     | 76/100   |
| Metacritic (media al 12-12-2023)   | PC       | 65/100   |
| GameRankings (media al 09-12-2019) | PS2      | 73,14%   |
| GameRankings (media al 09-12-2019) | Xbox     | 75,40%   |
| GameRankings (media al 09-12-2019) | PC       | 67,31%   |
| GameSpot                           | Xbox     | 6,7/10   |
| IGN                                | PC       | 7,2/10   |
| Eurogamer                          | Xbox     | 8/10     |
| Gamesurf                           | PS2      | 7/10     |

Battle Engine Aquila ha ricevuto recensioni positive da parte della critica ma nonostante ciò ha venduto solo 50 000 copie. IGN lo classificò come l'ottantaseiesimo miglior gioco per PlayStation 2.
Jeff Gerstmann di GameSpot gli diede un 6.7 trovandolo un'aggiunta interessante ai videogiochi fantascientifici a missioni, senza però introdurre nulla di nuovo, lodando la possibilità di affrontare percorsi alternativi tramite il conseguimento degli obiettivi, ma contemplando la poca varietà presente nel prodotto finale. In conclusione lo consigliò maggiormente ai fanatici del genere, in particolar modo l'acquisto una volta divenuto retail. Hilary Goldstein di IGN assegnò un 7.2, reputandolo un gioco solido nelle sue versioni uscite per Xbox e PlayStation 2, mentre più superficiale per quella per PC, non vedendolo all'altezza di altri titoli in cui sono presenti dei mecha.
Rob Fahey di Eurogamer, che lo giudicò con 8, l'ho argomentò come uno dei primi giochi del 2003 ad essere considerato molto divertente e godibile, in particolar modo per la rigiocabilità per cercare di ottenere i punteggi più alti senza diventare noioso. Concluse raccomandandolo in particolar modo agli amanti dei giochi d'azione, mentre chi era alla ricerca di qualcosa di più profondo dovrà perseverare per un po' ma la sua attesa sarà sicuramente ripagata. Tommaso Alisonno di Gamesurf diede un 7, trovandolo una valida riproposta del genere dei simulatori di volo in stile shoot 'em up come Gun Metal e Robotech: Battlecry ma non eccelso ne tantomeno sgradevole, considerandolo un buon gioco dalla gran difficoltà e longevità. Tommaso Pugliese di Multiplayer.it lo descrisse come un titolo di buona fattura, con una realizzazione tecnica di tutto rispetto e una trama solida ma non molto originale, uno stile di gioco molto più adatto ai videogiocatori più inclini all'azione ragionata che quella sfrenata, trovando come punti a suo favore le missioni alternative da sbloccare, la sua grande profondità e la completa localizzazione in italiano mentre come contro il fatto di non essere adatto agli amanti degli arcade, un sistema di controllo non troppo immediato e la presenza di qualche rallentamento.